# Torrelavega
Torrelavega (43°20′B 4°02′T / 43,333°B 4,033°T) là một đô thị trong tỉnh Cantabria, Tây Ban Nha.

## Địa lý

### Các khu vực bên trong
- Barreda
- Campuzano
- Duález
- Ganzo
- La Montaña
- Sierrapando
- Tanos
- Torrelavega (Metro)
- Torres
- Viérnoles

### Các đô thị lân cận
- Bắc: Santillana del Mar, Suances và Polanco.
- Nam: Los Corrales de Buelna và San Felices de Buelna.
- Đông: Piélagos và Puente Viesgo.
- Tây: Reocín và Cartes.

### Thành phố kết nghĩa
- La Habana Cổ, Ciudad de La Habana, Cuba
- Rochefort-sur-Mer, Charente-Maritime, Pháp